# Buttlar
Buttlar település Németországban, azon belül Türingiában. Lakosainak száma 1243 fő (2023. december 31.).

## Népesség
A település népességének változása:
| Lakosok száma | 1292 | 1278 | 1250 | 1236 | 1243 |
|               | 2017 | 2019 | 2021 | 2022 | 2023 |